# Pedicularis bifida
Pedicularis bifida är en snyltrotsväxtart som först beskrevs av Buch.-ham., och fick sitt nu gällande namn av Francis Whittier Pennell. Pedicularis bifida ingår i släktet spiror, och familjen snyltrotsväxter. Inga underarter finns listade i Catalogue of Life.